# ابیشبیلی
ابیشبیلی (به لاتین: Abyshbeyli) در جمهوری آذربایجان است که در شهرستان آغجه‌بدی واقع شده‌است.